# Ralf Exel
Ralf Exel (* 16. Februar 1963 in München) ist ein deutscher Journalist, Redakteur und Fernsehmoderator.

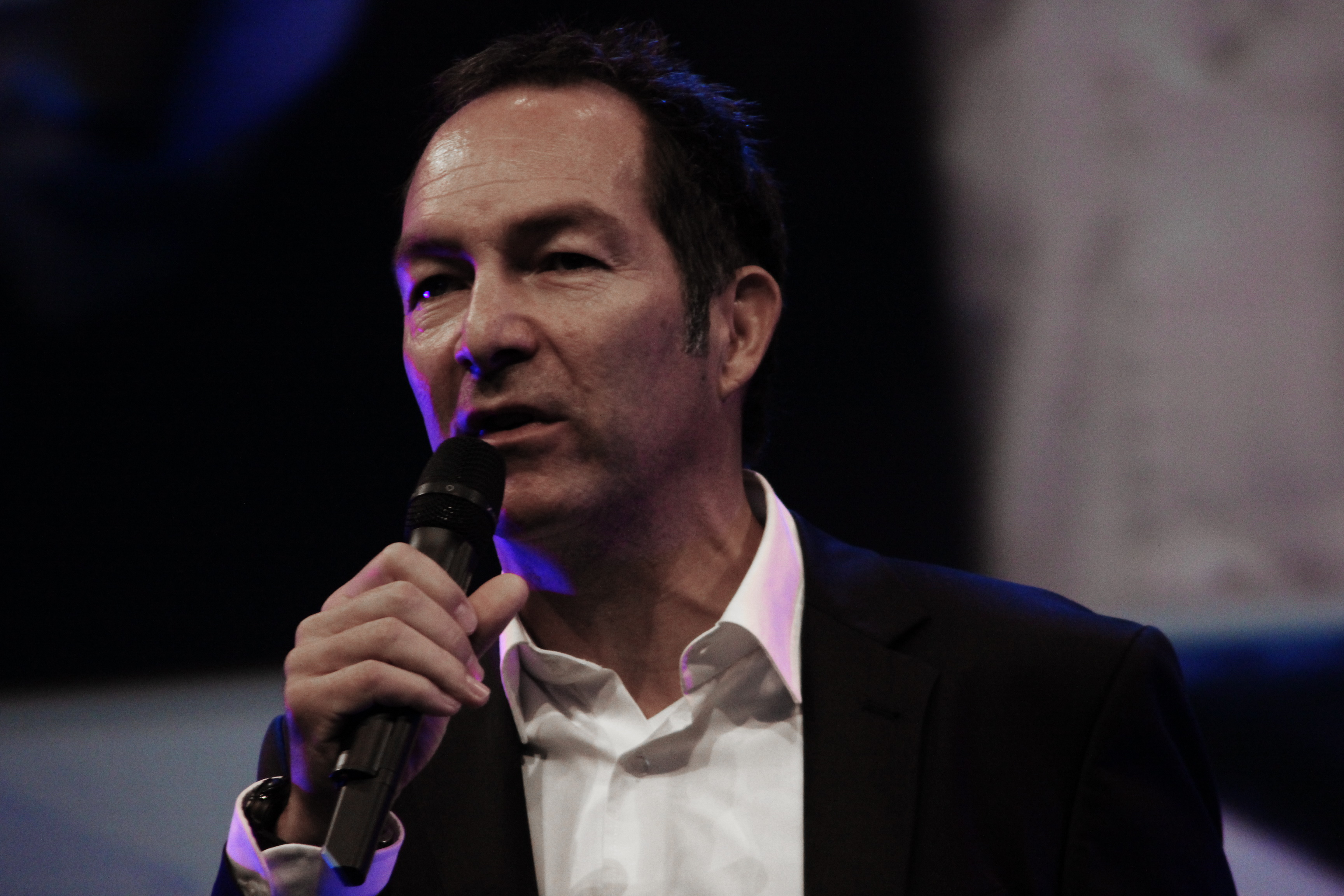
Ralf Exel (2012)

## Leben
Ralf Exel studierte Kommunikationswissenschaften an der Ludwig-Maximilians-Universität in München. Anschließend war er als freier Redakteur u. a. für den Münchner Merkur tätig. Ab 1985 arbeitete er als Nachrichtensprecher bei Radio Gong 96,3. Seine Karriere beim Fernsehen begann Exel 1987 als Moderator, CvD und Redakteur bei tv weiß-blau (später tv.münchen). Seit 1990 ist er im bayerischen Regionalprogramm von Sat.1 zu sehen. Ralf Exel moderiert dort im Wechsel mit Eva Grünbauer und Florian Wolske die regionale Nachrichtensendung 17:30 Sat.1 Bayern, die von Montag bis Samstag ausgestrahlt wird. Daneben führt er als Moderator durch diverse Großveranstaltungen und Events.